# Vườn Thư Quang
Vườn Thư Quang (舒光園) là một vườn ngự uyển của hoàng gia nhà Nguyễn được xây dựng vào năm Minh Mạng thứ 17 (1836) ở vị trí phía bắc Hoàng thành Huế, phía nam sông Ngự Hà, thuộc phường Nhuận Ốc (nay thuộc phường Thuận Hoà). Đây là thắng cảnh được vua Thiệu Trị xếp thứ 4 trong Thần kinh nhị thập cảnh.

## Đặc điểm

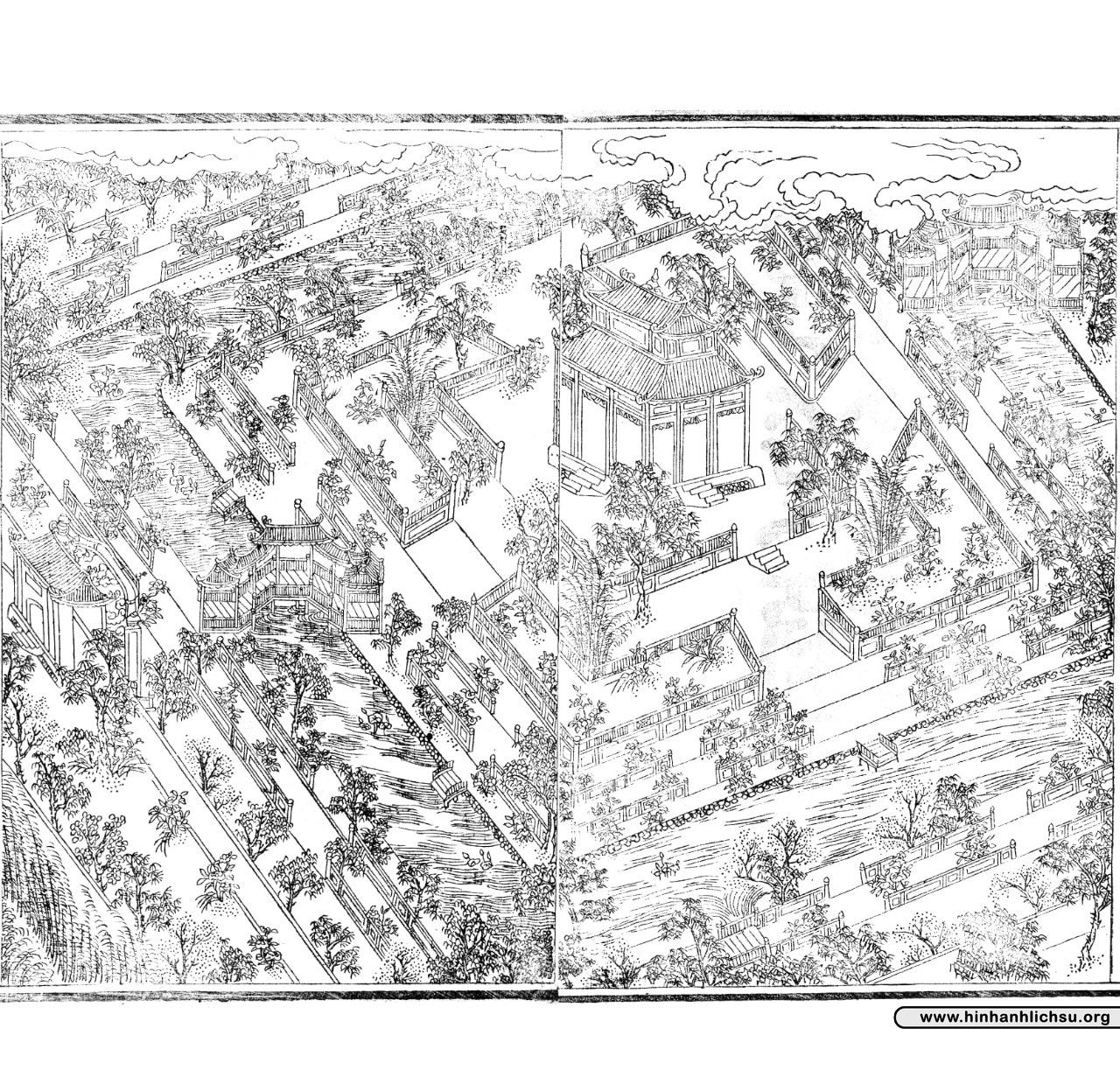
Vườn Thư Quang được miêu tả trong chùm thơ Thần kinh nhị thập cảnh

Sau khi xây dựng hoàn chỉnh, diện mạo của vườn rất tráng lệ. Chu vi vườn khoảng hơn một dặm (hơn 540m), tường bao quanh xây bằng gạch. Vườn có tất cả 6 cửa, mặt trước 3 cửa, 3 mặt còn lại mỗi mặt 1 cửa. Cửa chính giữa ở phía trước có biển đề "Nhật nguyệt quang minh".  Tại trung tâm vườn là lầu Thưởng Thắng, tầng dưới có biển đề "Tứ thời tận xuân". Phía đông của lầu này là điện Phụng Phương, phía tây là đình Tiến Phương, phía nam là hiên Trừng Phương, phía bắc là hiên Hợp Phương. Chung quanh đào ao hồ và xây các cửa cống nước thông với Ngự Hà. Hai bờ hồ xây các bồn hoa. Bốn mặt hồ, chung quanh lầu Thưởng Thắng đều có bắc cầu nối qua. Cầu phía đông, phía tây thì cao, có mái ngói che bên trên. Cầu phía nam, phía bắc thì bằng nhưng có hệ thống điều khiển cơ động để tiện cho thuyền đi qua. Do khu vườn hướng về phía đông nên mới được gọi là vườn Thư Quang.
Sau khi vườn xây dựng xong, vua Minh Mạng đã mời thân mẫu là Thuận Thiên Cao hoàng hậu đến dạo chơi và có làm một bài thơ ghi lại việc này trong Ngự chế thi tập.
Năm 1838, vua đã mời các tiến sĩ tân khoa vào đây dự yến, gọi là yến Thư Quang, rồi cho phép dạo vườn xem hoa.
Năm 1843, khi làm tập thơ ngự chế vịnh 20 thắng cảnh đất thần kinh, vua Thiệu Trị đã xếp vườn Thư Quang vào thắng cảnh thứ tư. Bài thơ này đã được khắc vào biển đồng và treo tại vườn.
Sau đó, vì thấy vị trí của vườn quá gần cung Khánh Ninh của vua Minh Mạng, vua Thiệu Trị đã cho tháo dỡ toàn bộ vật liệu để đem vào xây vườn Cơ Hạ trong Hoàng Thành. Từ đó, vườn Thư Quang dần bị bỏ hoang.

## Trong văn thơ
Trong chùm thơ Thần kinh nhị thập cảnh của Thiệu Trị in năm 1843, có một bài thơ nhan đề là Thư uyển xuân quang miêu tả cảnh quan vườn Thư Quang.
| “                                     | Cười việc trống khua giục nở hoa, Chuyển trời vườn ngự ngát hương xa. Rực màu phong cảnh như châu ngọc, Lộng ảnh ao hồ tựa gấm sa. Đào lý yêu kiều lời chẳng xiết, Chi lan hương ẩn ý không ngoa. Nào đâu nếp cũ theo Đường yến, Chỉ trọng nhân tài tỏ ý ta. | ” |
| — Thư uyển xuân quang - vua Thiệu Trị | |   |